# 周姓
周姓是漢族姓氏，也是全球華人十大姓之一，在中國《百家姓》中排第5位。根據中華人民共和國户籍管理部門的“全國公民身份信息系统”（NCIIS），周姓是第十大姓。由元朝至現代是極常見的姓氏。

## 來源

### 漢族
- 周姓的初源，有很多記載歷史，最早可追溯到周立朝874年，秦滅周後，把汝坟划入汝南郡。食釆(食邑、采邑)郡位於汝坟的周平王後代，亡國後人稱為「周家」，以周為氏。周於是成為了汝南的大姓，人称「汝南周氏」。
- 另外，在唐玄宗李隆基在位時，為避諱「基」讀，於是姬姓人士，大多改姓周，這也是周姓的一大來源。
- 由苏姓改姓而来。谱载，元朝末年，有位名为苏卓周的人改姓周，以原蘇姓武功为郡望，人称「武功周氏」。

### 南方土著民族
- 南方的各原住民族隨南遷北方人而改姓。

### 鲜卑族
- 出自鲜卑拓跋氏的改姓。《魏书官氏志》载，追尊魏献帝拓跋邻次兄的后裔为普氏，在北魏孝文帝时改周氏。

## 羅馬字譯寫
中國大陸統一使用Zhou（漢語拼音），台灣則多拼為Chou（威妥瑪拼音），此外還有：Chao及Chau（香港政府粵語拼音）、Chow（郵政式拼音、香港政府粵語拼音）；通用拼音的Jhou與國語羅馬字的Jou則較為罕見；在法國，一般譯為Tchou或者Tcheou並被周姓老一輩華裔使用和傳承給後代。但近幾年來自大中華地區的法籍華人則多使用漢語拼音的zhou或者其他原籍時所使用的羅馬字譯寫作為姓。

## 延伸阅读
[在维基数据编辑]
 《百家姓》
 《欽定古今圖書集成·明倫彙編·氏族典·周姓部》，出自陈梦雷《古今圖書集成》

## 外部連結
- 黃帝祠-百家姓
- 中華周氏網站
- 周氏家谱网
- 周姓宗亲交友网
- 周氏宗亲联谊会
- 周氏宗祠－网上纪念馆
- 中國姓氏排行榜（2006年11月）